# 尼古拉·多布林
尼古拉·多布林（羅馬尼亞語：Nicolae Dobrin，1947年8月26日—2007年10月26日），罗马尼亚男子足球运动员，司职中场。他曾代表罗马尼亚国家队参加1970年国际足联世界杯，结果队伍止步小组赛阶段。